# Weisenheim am Berg
Weisenheim am Berg est une municipalité allemande située dans le land de Rhénanie-Palatinat et l'arrondissement de Bad Dürkheim.

Blason
"Banner"